# Alloplasta simplex
Alloplasta simplex là một loài tò vò trong họ Ichneumonidae.